# Arniel Ferrera
Arniel Ferrera (* 22. März 1981) ist ein philippinischer Leichtathlet, der sich auf den Hammerwurf spezialisiert hat.

## Karriere
Erste internationale Erfahrungen sammelte Arniel Ferrera im Jahr 2001, als er bei den Südostasienspielen in Kuala Lumpur mit einer Weite von 51,07 m die Bronzemedaille hinter dem Malaysier Wong Tee Kue und Ong Kok Hin aus Indonesien gewann. Zwei Jahre darauf belegte er bei den Asienmeisterschaften in Manila mit 54,55 m den achten Platz und siegte anschließend bei den Südostasienspielen in Hanoi mit einem Wurf auf 55,28 m.
2005 und 2006 wurde Ferrera philippinischer Meister im Hammerwurf. 2005 wurde er bei den Asienmeisterschaften im südkoreanischen Incheon mit 58,61 m Siebter und verteidigte im Anschluss bei den Südostasienspielen in Manila mit neuem Spielerekord von 60,47 m seinen Titel. Im Jahr darauf nahm er erstmals an den Asienspielen in Doha teil und erreichte dort mit 57,50 m Rang sieben. 2007 klassierte er sich bei den Asienmeisterschaften in Amman mit 55,47 m auf dem achten Platz und bei den Südostasienspielen in Nakhon Ratchasima verbesserte er den Spielerekord auf 60,98 m, womit er sich seine dritte Goldmedaille in Folge sicherte.
2009 siegte er abermals bei den Südostasienspielen in Vientiane mit neuer Bestleistung von 61,62 m und 2010 erreichte er bei den Asienspielen in Guangzhou mit 58,06 m Rang neun. Auch bei den Leichtathletik-Asienmeisterschaften 2011 in Kōbe belegte er mit 59,25 m den neunten Platz und gewann anschließend bei den Südostasienspielen in Palembang mit 60,19 m die Silbermedaille hinter dem Thailänder Tantipong Phetchaiya. 2013 erreichte er bei den Asienmeisterschaften in Pune mit 61,39 m Rang zwölf und gewann bei den Südostasienspielen in Naypyidaw mit 61,18 m erneut die Silbermedaille hinter dem Thailänder Phetchaiya. 2015 wurde er dann bei den Südostasienspielen in Singapur mit 60,08 m Vierter, gewann 2017 bei den Südostasienspielen in Kuala Lumpur mit 55,94 m die Bronzemedaille hinter dem Malaysier Jackie Wong Siew Cheer und Kittipong Boonmawan aus Thailand. 2019 belegte er dann bei den Südostasienspielen in Capas mit 57,26 m den fünften Platz und 2022 wurde er bei den Südostasienspielen in Hanoi mit 50,14 m Vierter.
In den Jahren 2005 und 2006 sowie 2021 und 2022 wurde Ferrera philippinischer Meister im Hammerwurf.